# Codonoblepharon minutum
Codonoblepharon minutum là một loài Rêu trong họ Orthotrichaceae. Loài này được (Müll. Hal. & Hampe) Matcham & O'Shea mô tả khoa học đầu tiên năm 2005.